# 武英級
武英級（ぶえいきゅう）は中国武術の修練度合いを表すための等級のうち最高ランクの称号。中国国家体育委員会によって選定される。国際大会（世界武術選手権大会など）で授けられるものを国際武英級、中国国内大会（全国武術選手権大会、全国運動会など）で授けられるものを武英級と呼び、これらの大会で規定以上の成績をあげた者に与えられる。その際、国家級審査員1名と1級審査員が2名以上参加しなければならない（国際大会では国際級審査員）。

## 選定基準
規定6種目中、
- 拳（自由選択）南拳、太極拳など
- 短器械（自由選択）剣、刀など
- 長器械（自由選択）棍、槍など
- 対練
- 伝統拳
- 伝統器械

上記種目10点満点で合計得点が60点満点中、54点以上獲得した者のうち、国際大会なら上位3名、国内大会なら全種目上位12名、または拳の種目上位6名、伝統各種目上位3名に授与資格がある。

## 武術選手等級順位
1. 国際武英級
2. 武英級
3. 一級武士
4. 二級武士
5. 三級武士
6. 武童（16歳以下限定）